# OutKast
OutKast er en amerikansk hiphopduo fra Atlanta, Georgia som startede i 1992. Oprindeligt var duoens musikstil en blanding af stilarterne Dirty South og G-Funk, men de har siden blandet elementer ind fra andre musikstile som funk, soul, pop, elektronika og jazz. Duoen består af André «André 3000» Benjamin (tidligere kendt under navnet «Dre») og Antwan «Big Boi» Patton.
OutKast (både André 3000 og Big Boi) er på en 13. plads over de rigeste i hip hop-industrien og tjente over 14 millioner dollars i 2006.
OutKast er en af tidernes mest sælgende hiphop-grupper og har solgt over 20 millioner eksemplarer af sine 7 album. Dobbeltalbummet Speakerboxxx/The Love Below fra 2003 har alene solgt over 10 millioner eksemplarer og er et af 4 hiphop-album som har solgt til diamant i USA. For albummet og singlen "Hey Ya!" fik bandet tre Grammy-priser i 2004, blandt andet Album of the Year.

## Diskografi
Studiealbum
- Southernplayalisticadillacmuzik (1994)
- ATLiens (1996)
- Aquemini (1998)
- Stankonia (2000)
- Speakerboxxx/The Love Below (2003)
- Idlewild (2006)